# Le Hobbit annoté
Le Hobbit annoté (The Annotated Hobbit) est un ouvrage édité par Douglas A. Anderson publié en 1988. Il s'agit d'une version annotée du roman Le Hobbit de J. R. R. Tolkien.

## Présentation
Dans cet ouvrage, Anderson s'attache à présenter les inspirations de Tolkien au fil de la lecture du texte, ainsi que les diverses modifications importantes que Tolkien a pu faire au texte initial. Il présente également de nombreuses illustrations issues des traductions internationales du Hobbit.
Publié pour la première fois en septembre 1988 par la maison d'édition américaine Houghton Mifflin puis en 1989, par la maison d'édition anglaise Unwin Hyman, l'ouvrage a été revu et augmenté dans une nouvelle édition en 2002, à la suite de la parution de nombreux inédits éclairant le texte du Hobbit. Cette réédition inclut en appendice une version inédite du texte La Quête d'Erebor, dont deux autres versions ont été publiées auparavant dans les Contes et légendes inachevés, par Christopher Tolkien.

## Traductions françaises
Après celle de Francis Ledoux en 1969, le premier tome d'une nouvelle traduction, assurée par Daniel Lauzon, est paru en 2012 chez Christian Bourgois.
La nouvelle traduction de Lauzon essaie de rester fidèle au semi-oral de l'auteur, voix du conteur sans être pour autant une langue relâchée. Les poèmes et chansons sont revus en profondeur pour une traduction moins littérale, mais respectant plus la métrique : « Je connais beaucoup de lecteurs francophones qui m'ont dit : les poèmes, je les saute. Alors que ce n'est pas le cas des anglophones, qui apprécient les poèmes et les chansons du Hobbit et du Seigneur des anneaux. Il était donc important pour moi de les traduire comme on traduit la poésie c'est-à-dire en mettant un peu de côté la lettre (par nécessité) pour se concentrer sur les qualités poétiques. » L'appendice sur « l'Expédition d'Erebor » reprend la traduction, seulement révisée, de Tina Jolas.
La nouvelle traduction élimine des anachronismes comme « file indienne », « De Charybde en Scylla » ou « Saint-Jean » et revoit en profondeur les noms des personnages, Bilbo Baggins (Sacquet) devenant Bilbo Bessac ou Thorin Oakenshield par « Thorin Lécudechesne ». La forêt de Mirkwood devient elle « Grand peur », Lauzon justifiant que les Elfes donnaient à cette forêt en sindarin se traduit par « forêt de la Grande Peur ».